# 埃里克·海尔
埃里克·海尔（德語：Erik Heil，1989年8月10日—），德国男子帆船运动员。他曾代表德国参加2016年和2020年夏季奥林匹克运动会帆船比赛，获得二枚铜牌，均来自男子49人级。